# Aloe perfoliata
Aloe perfoliata es una planta suculenta del género de los aloes. Es endémica de Namibia y Sudáfrica.

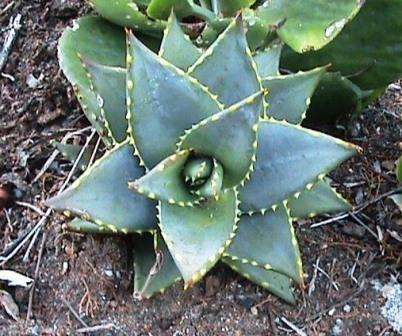
Vista de la planta

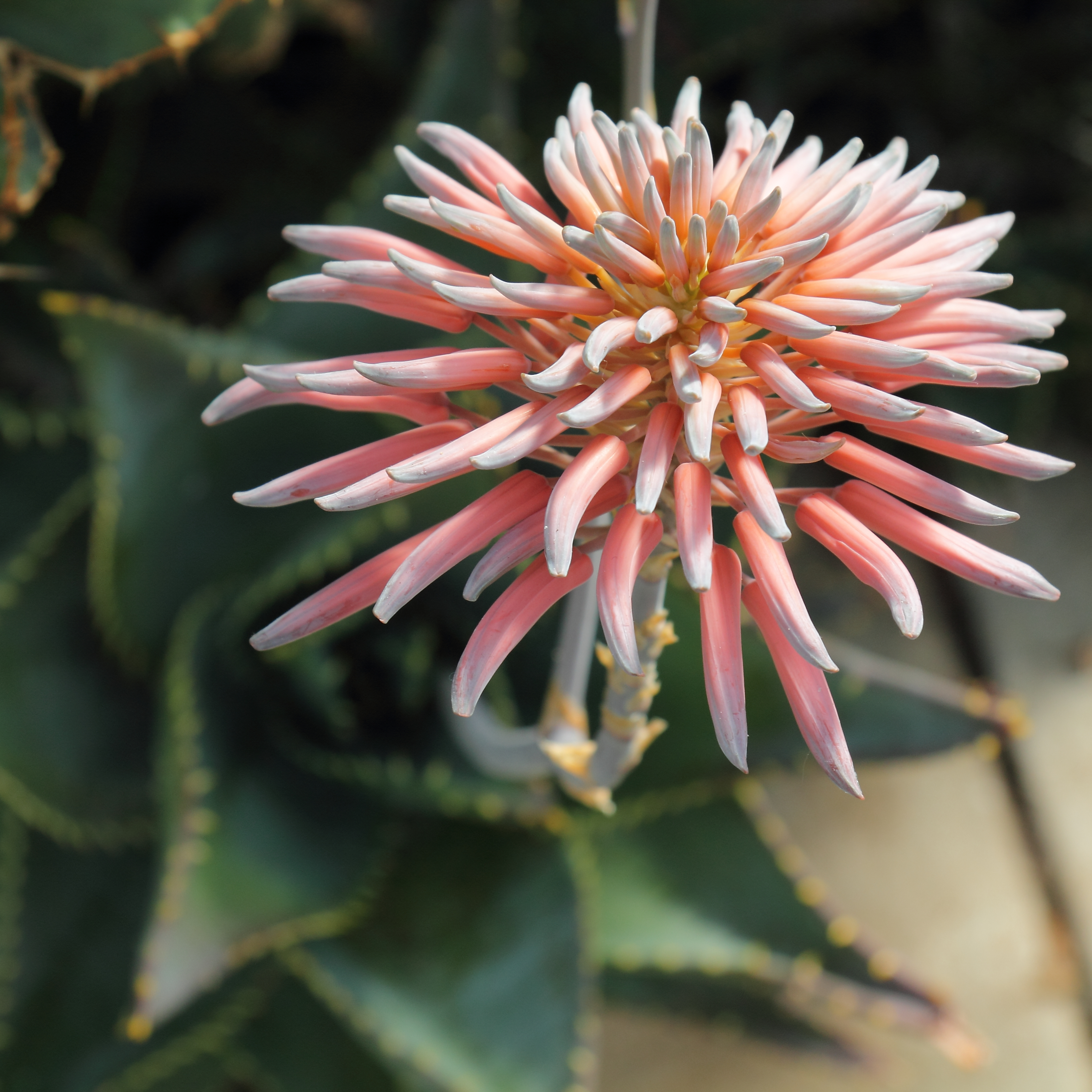
Inflorescencia

## Descripción
Es una planta suculenta con las hojas agrupadas en rosetas basales que alcanza los 75 cm de altura. Las hojas son anchas, cortas, carnosas y de color verde-azulado sin manchas o líneas pero con  los márgenes armados con espinos. Las flores son tubulares de color rojo agrupadas en densas cabezas florales al final de un tallo erecto que surge de la roseta.

## Taxonomía
Aloe perfoliata fue descrita por Linneo y publicado en Species Plantarum 319, en el año 1753. (1 de mayo de 1753)
Etimología
Ver: Aloe
perfoliata: epíteto latino que significa "con hojas unidas alrededor del tallo".
Sinonimia
| - Aloe albispina Haw. - Aloe brevifolia Haw. - Aloe commelyni Willd. - Aloe comptonii Reynolds - Aloe depressa Salm-Dyck ex Steud. - Aloe distans Haw. - Aloe flavispina Haw. - Aloe mitriformis Mill. - Aloe mitriformis DC. - Aloe mitriformis Willd. - Aloe nobilis Haw. - Aloe parvispina Schönland - Aloe perfoliata var. brevifolia Aiton - Aloe perfoliata var. mitriformis (Mill.) Aiton - Aloe reflexa Marum ex Steud. - Aloe spinulosa Salm-Dyck - Aloe xanthacantha Willd. |